# Konská (district de Liptovský Mikuláš)
Konská (hongrois : Konszka) est un village de Slovaquie situé dans la région de Žilina.

## Histoire
La première mention écrite du village date de 1357.

## Démographie

### Évolution de la population
| Année:               | 1994. | 2004.   | 2014.    | 2024.   |
| -------------------- | ----- | ------- | -------- | ------- |
| Nombre de personnes: | 253   | 241     | 215      | 231     |
| Différence:          |       | -4,74 % | -10,78 % | +7,44 % |

| Année:               | 2023. | 2024.   |
| -------------------- | ----- | ------- |
| Nombre de personnes: | 227   | 231     |
| Différence:          |       | +1,76 % |